# Birkerød Gymnasium, HF, IB & Kostskole
Birkerød Gymnasium, HF, IB & Kostskole ligger i Birkerød. Skolen benævnes også BG, Birkerød Gymnasium og Birkerød Gymnasium, HF, IB & Boarding School. Skolen udbyder ungdomsuddannelserne alment gymnasium (almen studentereksamen (stx)), toårig højere forberedelseseksamen (Hf) og International Baccalaureate (IB). Skolen har ca. 1000 elever; ca. 75 bor på skolens kostafdeling og godt 100 lærere. Gymnasiets nuværende rektor er Claus Reinholdt Campeotto.
| År   | Begivenhed                                                                             | Skolens navn                             |
| ---- | -------------------------------------------------------------------------------------- | ---------------------------------------- |
| 1868 | Skolen grundlagt af Johan Mantzius som privat drengeskole med både dag- og kostelever. | Mantzius' Skole eller Birkerød Kostskole |
| 1886 | Eksamensret til studentereksamen                                                       | Birkerød Kost- og Latinskole             |
| 1905 | H.C. Engelsen medejer (sammen med Aage Mantzius)                                       | Birkerød højere Almenskole og Kostskole  |
| 1915 | Engelsen eneejer                                                                       | Birkerød højere Almenskole og Kostskole  |
| 1920 | Staten overtager skolen                                                                | Birkerød Statsskole                      |
| 1986 | Frederiksborg Amt overtager skolen                                                     | Birkerød Gymnasium og HF                 |
| 1990 | Birkerød Gymnasium og HF får International Baccalaureate                               | Birkerød Gymnasium og HF                 |
| 2007 | Birkerød Gymnasium bliver selvejende                                                   | Birkerød Gymnasium, HF, IB & Kostskole   |

## Kendte studenter
- 1894: Arne Møller, præst og seminarieforstander, dr.phil. & theol.
- 1906: Paul Dahl, godsejer
- 1918: Harald Leth, maler
- 1930: Ejler Bille, maler, grafiker, digter og billedhugger
- 1933: Poul Astrup, professor i klinisk kemi ved Københavns Universitet
- 1956: Ole Lange, forfatter, journalist og professor, dr.phil.
- 1957: Pil Dahlerup, litteraturhistoriker, docent, dr.phil.
- 1960: Uffe Ellemann-Jensen, journalist, cand.polit. og politiker, MF, partileder og minister
- 1962: Martin Günter, jurist og politiker
- 1969: Kim Schumacher, journalist, DJ og tv vært
- 1977: Tina Kiberg, operasangerinde
- 1978: Kuupik Kleist, grønlandsk socionom og politiker, MF og medlem af Grønlands Landsting
- 1989: Lasse Bo Handberg, dramatiker, instruktør og teaterdirektør